# Katarische Basketballnationalmannschaft
Die katarischer Basketballnationalmannschaft repräsentiert Katar bei Basketball-Länderspielen der Herren. Zu den größten Erfolgen der katarischen Nationalmannschaft gehört die Teilnahme an der Weltmeisterschaft 2006. 
Als Dritter der Asienmeisterschaft 2005 hatte sich Katar für die WM qualifiziert, scheiterte dort jedoch bereits in der Vorrunde. Der dritte Platz bei der Asienmeisterschaft 2005 war eine Wiederholung des gleichen Ergebnisses der Asienmeisterschaft 2003. Ein weiterer regionaler Erfolg war der zweite Platz beim Basketballwettbewerb der Asienspiele 2006.

## Abschneiden bei internationalen Wettbewerben

### Olympische Spiele
| - bisher nicht qualifiziert |

### Weltmeisterschaften
| - 2006 – 21. Platz - 2027 – Qualifiziert als Gastgeber |

### Asienmeisterschaften
| - 1991 – 16. Platz - 2001 – 5. Platz - 2003 – Bronzemedaille - 2005 – Bronzemedaille - 2007 – 7. Platz - 2009 – 6. Platz - 2011 – 16. Platz - 2013 – 11. Platz - 2015 – 7. Platz - 2017 – 13. Platz |

### Basketballwettbewerb bei denAsienspielen
| - 1978 – 14. Platz - 2002 – 9. Platz - 2006 – Silbermedaille - 2010 – 5. Platz - 2014 – 6. Platz |

## Kader bei der Asienmeisterschaft 2013
| Nr. | Position         | Name                    | Größe [cm] | Geburtsjahr | Aktueller Verein |
| --- | ---------------- | ----------------------- | ---------- | ----------- | ---------------- |
| 4   | Point Guard      | Mansour Atif Elhadary   | 177        | 1990        | Al Arabi         |
| 5   | Shooting Guard   | Jarvis James Hayes      | 201        | 1981        | Elizur Ashkelon  |
| 6   | Shooting Guard   | Saad Abdulrahman Ali    | 193        | 1985        | Al Sadd          |
| 7   | Forward          | Daoud Mousa             | 182        | 1993        | Al Sadd          |
| 8   | Forward          | Khalid Suliman          | 198        | 1987        | Al Sadd          |
| 9   | Forward          | Ali Turki Ali           | 201        | 1982        | Al Jaysh         |
| 10  | Center           | Yasseen Ismail Musa     | 204        | 1980        | Al Rayyan        |
| 11  | Forward          | Erfan Ali Saeed         | 198        | 1983        | Al Rayyan        |
| 12  | Forward          | Mohammed Seleem Abdulla | 194        | 1985        | Al Rayyan        |
| 13  | Center           | Mohammed Yousef         | 204        | 1982        | Al Jaysh         |
| 14  | Forward          | Malek Salem Abdulla     | 194        | 1985        | Al Rayyan        |
| 15  | Forward          | Baker Ahmad Mohammed    | 201        | 1986        | Al Jaysh         |
|     | Trainer          | Thomas Wisman           |            |             |                  |
|     | Assistenztrainer | Bashir Yousef           |            |             |                  |